# 卡夫亨氏
卡夫亨氏（英語：The Kraft Heinz Company）是美国一家食品公司，成立於2015年，由卡夫食品及亨氏合併所成立，主要透過旗下子公司在北美及國際市場經營食品及飲料業務，提供各式食品及飲料，包含起司、肉製品、飲料、咖啡、包裝正餐、冷藏餐點、堅果零食、番茄醬與各式調味品及醬料、冷凍食品、湯品、豆類和麵食餐點、嬰兒食品等，為全球第五大及北美第三大的食品飲料廠商。
截至2016年12月底，沃伦·巴菲特旗下的伯克希尔·哈撒韦公司持有卡夫亨氏26.8%股權、3.3億股，是持股量最多的機構投資者。

## 卡夫食品公司歷史

2009年之前卡夫使用的舊商標，現已停用。

卡夫食品創辦人詹姆士·克拉夫特於1903年在美國芝加哥開展芝士批發事業，經歷第一次世界大戰後生意漸上軌道，1924年股票上市，期間不時收購其他公司，並擴展至非食品業務。
1985年：菲利浦莫里斯以56億美元收購通用食品。
1988年：菲利浦莫里斯以129億美元收購卡夫食品，並取消卡夫食品上市地位。
1989年，通用食品與卡夫食品合併為卡夫通用食品。
2000年，菲利浦莫里斯出資149億美元、承擔40億美元的債務，收購納貝斯克並與卡夫食品合併，成為僅次於雀巢的全球第二大食品生產企業。
2001年6月12日菲利浦莫里斯以每股31美元的價格向公眾發售2.8億股卡夫食品的股票，约占其總股本的16%，集資87億美元，成為美國歷史上IPO數目僅次於辛格勒無線的第二大公司。
2004年11月15日，卡夫食品以14.8億美元現金將自家糖果業務出售給箭牌，包括卡夫的Altoids牌薄荷口香糖、Life Savers糖果、Creme Savers糖果以及Trolli橡皮糖和Sugus瑞士糖等品牌。
2007年1月卡夫食品脫離奧馳亞集團獨立。
2007年7月3日卡夫食品以53億歐元（72億美元）現金收購達能全球餅乾業務。達能後旗下的餅乾包括LU、王子、閑趣、甜趣等。其中LU餅乾是歐洲第一大暢銷餅乾品牌。
2010年1月5日卡夫以37億美元現金，把美國及加拿大的速凍薄餅業務出售給雀巢。該業務包括的比薩品牌有DiGiorno，Tombstone，California Pizza Kitchen（加州匹薩廚房），Jack's和Delissio。
2010年1月19日，卡夫同意以每股8.4英鎊，收購價包括5英鎊現金及0.1874股卡夫新股（2.65億股）換取1股吉百利股票總價值約117億英鎊（197億美元）收購吉百利。卡夫成功收購吉百利後，新組成的集團每年可以擁有銷售額500億美元，成為全球最大糖果生產商，市場佔有率達14.8%。
2011年8月5日卡夫食品計劃將旗下北美食品百貨業務從全球零售食品業務中分拆出去。
計劃分拆的北美食品百貨業務，包括品牌商品卡夫通心粉與奶酪、奧斯卡·麥爾（Oscar Mayer）熟肉類制品及菲力（Philadelphia）奶油乳酪，年營收額約160億美元。
2012年，由於卡夫集團即將進行事業拆分讓其北美地區的零售業務獨立而出，而使得公司總市值大幅減少，因此標普道瓊指數公司（S&P Dow Jones Indices）決定自9月24日起將卡夫集團自道瓊工業平均指數中移除，而其留下的空缺則是由大型健康保險公司聯合健康集團。在2008年9月22日至2012年9月24日之間，卡夫是該指數成分股之中唯一的食品製造公司。
卡夫食品在2012年10月1日分拆成為兩家公司，其中接收原公司零食製造銷售業務的新公司被命名為亿滋国际（Mondelēz International, Inc.），至於接收北美地區零售業務的新公司，則承繼原公司名稱命名為卡夫食品集團（Kraft Foods Group Inc.）。2012年6月26日，卡夫食品集團將股票的上市市場從紐約証交所轉移至納斯達克。
2015年3月25日，卡夫食品集團与亨氏合併成全球第五大食品商卡夫亨氏。合并前，亨氏由3G资本和伯克希尔哈撒韦控股；合併後，亨氏的股東持有新公司五成一權益，卡夫的股東则持有新公司四成九權益，並獲得每股16.5美元的特別現金股息，合计约100亿美元的派息資金將由3G Capital和伯克希尔哈撒韦提供。
2017年2月17日，卡夫亨氏提出以每股30.23美元現金及0.222股合併後新公司股票，合共每股50美元，斥資1120億英鎊（1430億美元），收購聯合利華，聯合利華已拒絕今次收購建議。
2017年2月19日，卡夫亨氏宣佈取消收購聯合利華。
2021年2月，卡夫亨氏出售包括Planters与Corn Nuts品牌在内的给荷美尔

### 華人社會發展
卡夫於1962年進入香港，並於1982年及1984年分別進入臺灣和中國大陸市場，目前中國大陸地區總部設在上海市。在大陸地區共有2500多名員工，研發中心位於蘇州和廣州。工廠分別設於北京、上海、天津、蘇州、廣州和江門。卡夫大陸地區所有工廠均獲得ISO 9001國際質量體系認證。
三地各有分公司處理業務，中國大陸為亿滋国际（上海）有限公司，香港為卡夫食品有限公司（香港），台灣為卡夫食品股份有限公司（台灣）。
達能公司于2009年加入卡夫集團（中國大陸），而香港總代理為大昌華嘉。2013年7月1日，卡夫食品中国完成名称变更的相关法律手续，并于正式更名为亿滋中国（MondelzChina）。更名后，公司业务及品牌组合将维持不变。 亿滋中国将成为亿滋国际的一员。 

## 附屬子公司
- 卡夫亨氏中國有限公司（中國大陸）
- 福达（中国）投资有限公司
- 卡夫
- 亨氏

## 旗下品牌
- 亨氏
- 卡夫
- 味事達
- 奇妙醬（英语：Miracle Whip）
- 李派林奶粉
- 紳士牌（Planters）
- 李派林喼汁
- 廣合腐乳
- 麥斯威爾（美國市場）
- Kraft, including Kraft Dinner, Kraft Singles, Kraft Mayo
- Oscar Mayer
- Philadelphia
- Velveeta芝士
- Mr. Christie

## 競爭對手
- 雀巢
- 通用磨坊
- 康尼格拉食品（ConAgra Foods Inc）
- 莎莉公司
- 聯合利華

## 外部連結
- 官方网站
- 首页 | 中国 | Mondelēz International, Inc. （页面存档备份，存于）（简体中文）